# محمد اوفی سیلا
محمد اوفی سیلا (انگلیسی: Mohamed Ofei Sylla; ۱۵ اوت ۱۹۷۴ – ۴ فوریهٔ ۲۰۱۹) بازیکن فوتبال اهل گینه بود.
از باشگاه‌هایی که در آن بازی کرده است می‌توان به باشگاه فوتبال دنیزلی اسپور، باشگاه فوتبال ونس، باشگاه فوتبال غازی عینتاب‌اسپور، و باشگاه ورزشی اسماعیلی اشاره کرد.
وی همچنین در تیم ملی فوتبال گینه بازی کرده است.